# Acrobasis consociella
Acrobasis consociella là một loài bướm đêm thuộc họ Pyralidae. Loài này có ở châu Âu.

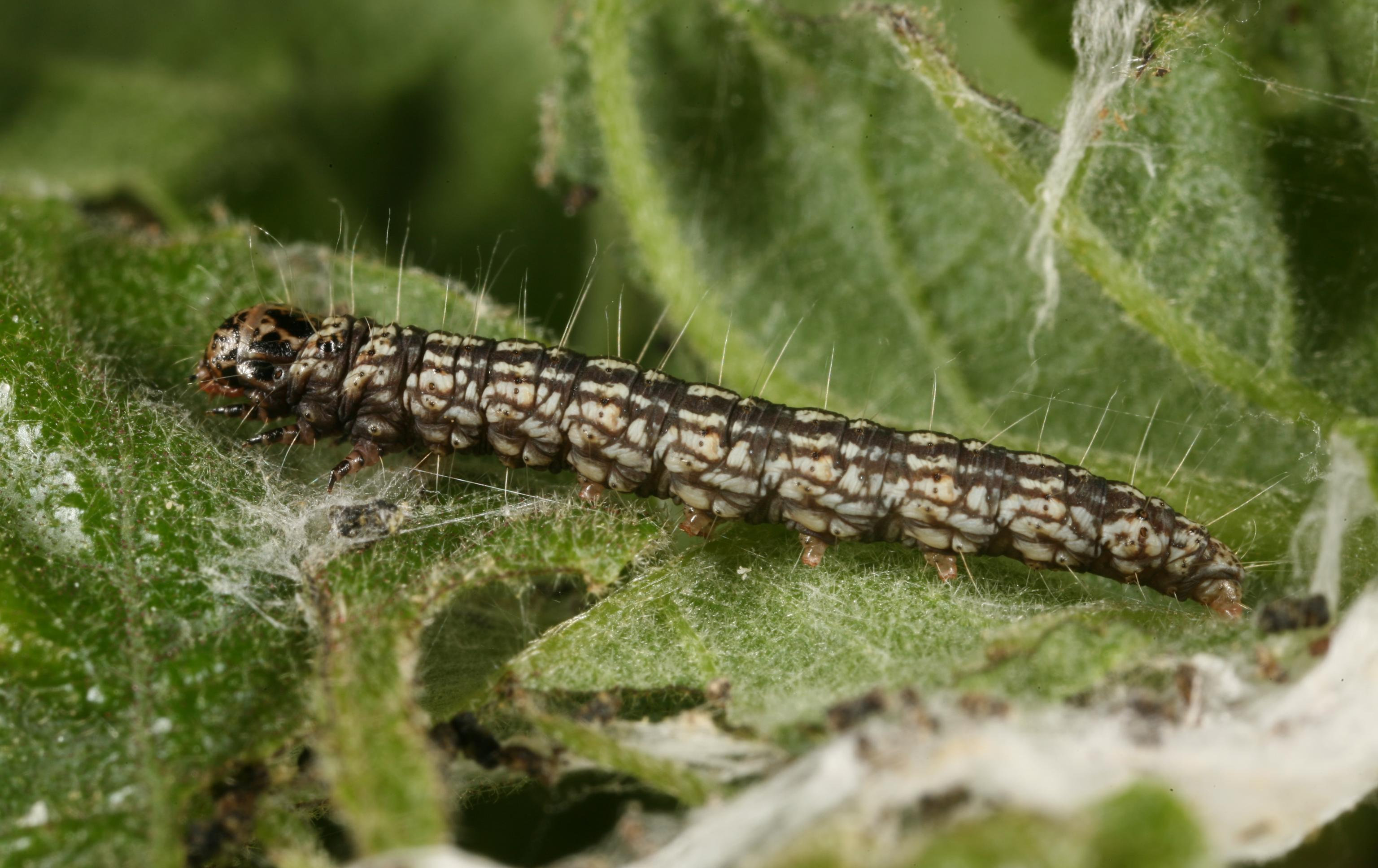
Acrobasis consociella larva

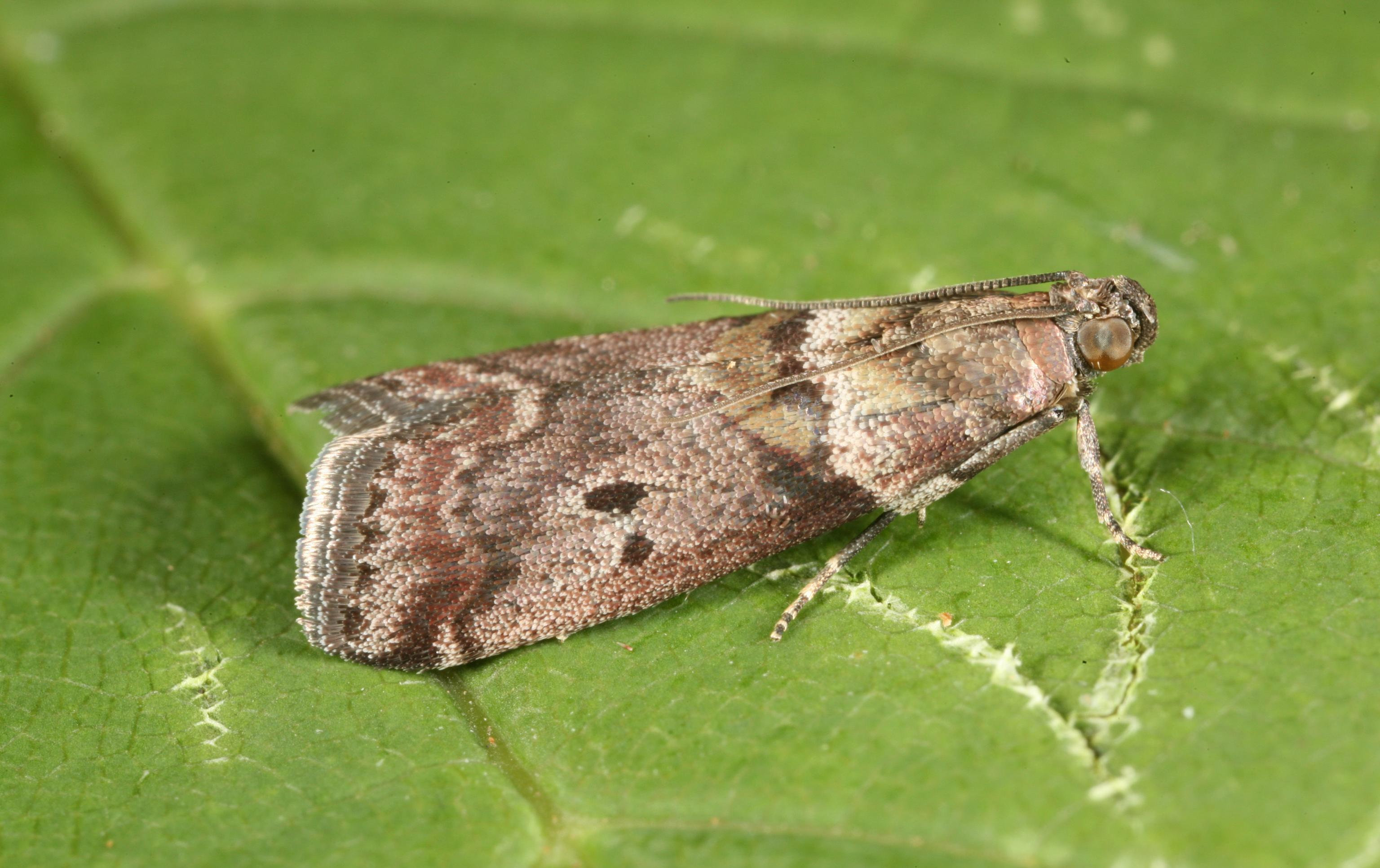
Moth on an cây sồi leaf

Sải cánh dài 19–22 mm. Con trưởng thành bay làm một đợt from the end of tháng 5 đến tháng 8.
Ấu trùng ăn sồi.

## Hình ảnh

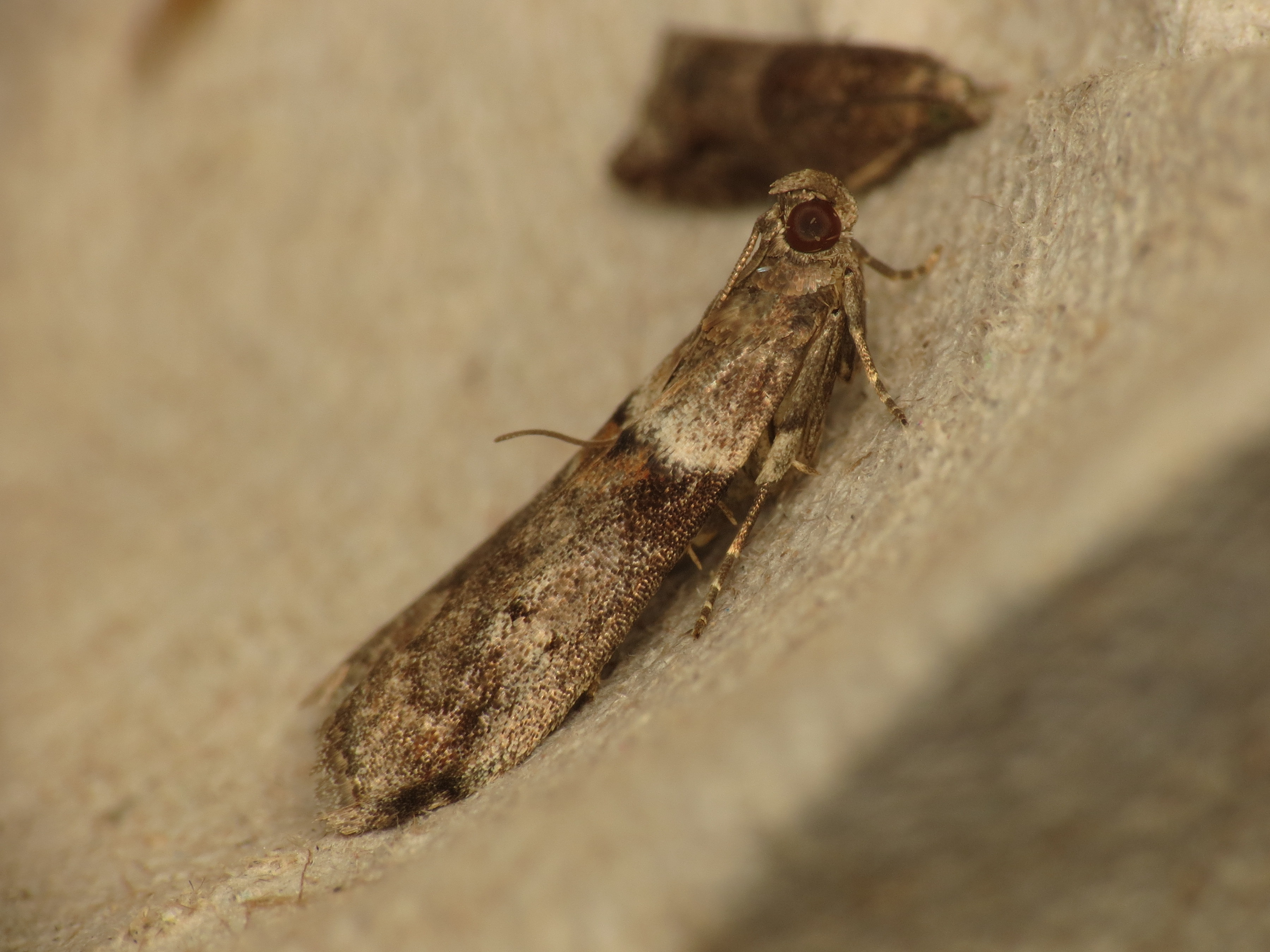
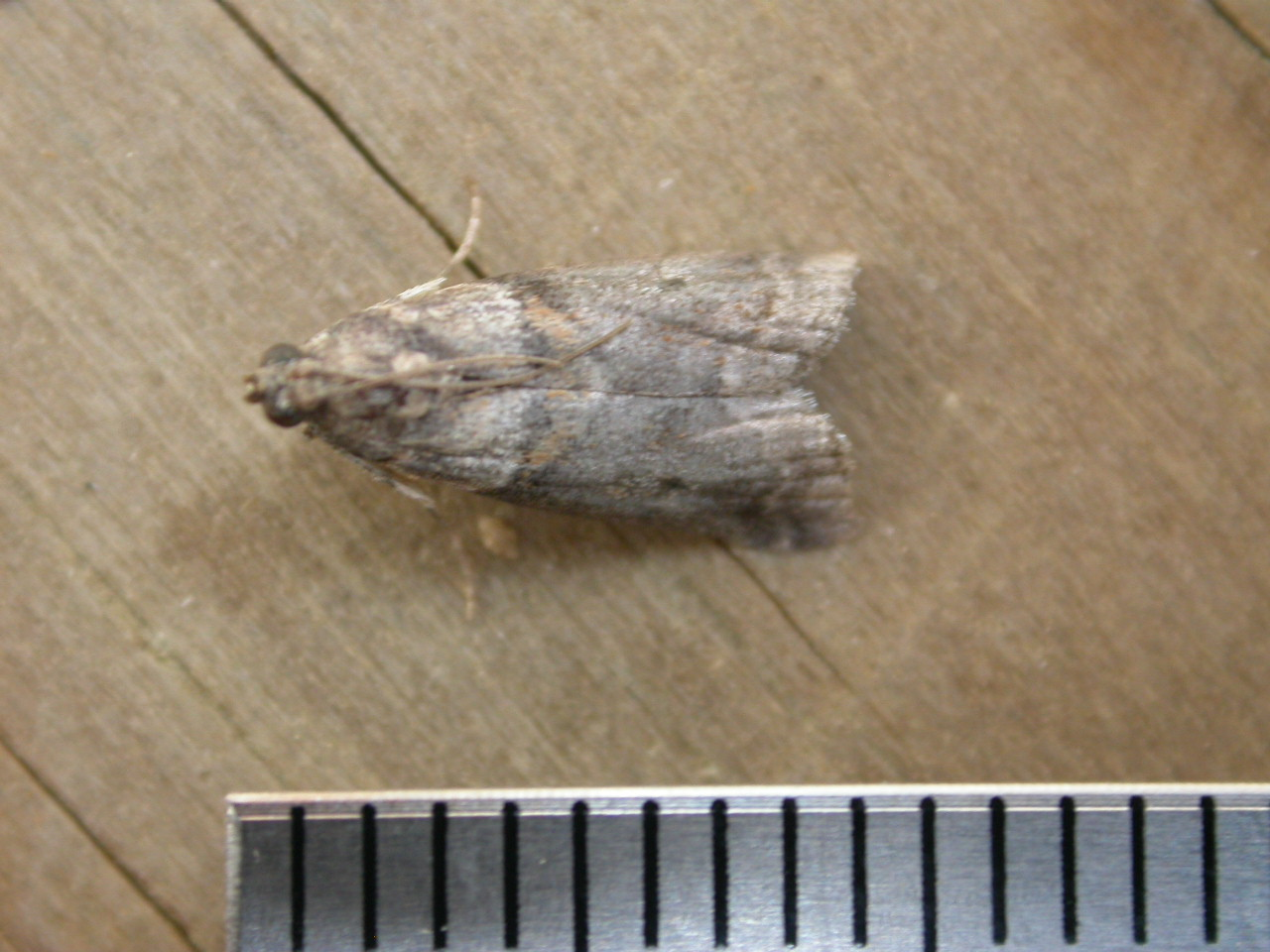